# Berylmys mackenziei
Berylmys mackenziei är en däggdjursart som först beskrevs av Thomas 1916. Berylmys mackenziei ingår i släktet Berylmys och familjen råttdjur. Internationella naturvårdsunionen kategoriserar arten globalt som otillräckligt studerad. Inga underarter finns listade.
Arten når en kroppslängd (huvud och bål) av 155 till 240 mm och en svanslängd av 150 till 250 mm. Den har 44 till 51 mm långa bakfötter och 25 till 35 mm stora öron. Den mjuka och tjocka pälsen på ovansidan har en mörkgrå färg. Det finns en tydlig gräns mot undersidans vita päls. Beroende på utbredning är svansen över hela längden brun eller den är vit på spetsen. Med undantag av den bruna ovansidan är fötterna vita.
Detta råttdjur förekommer med flera från varandra skilda populationer i Sydostasien. Arten finns i södra Kina, i nordöstra Indien (Assam), i Myanmar och i södra Vietnam. Den vistas vanligen i bergstrakter mellan 1200 och 3000 meter över havet. Habitatet utgörs av fuktiga städsegröna eller lövfällande skogar. Individerna är aktiva på natten.
Arten gräver vanligen i marken.